# Blapsilon
Blapsilon – rodzaj chrząszczy z rodziny kózkowatych. 

## Zasięg występowania
Przedstawiciele tego rodzaju występują na Nowej Kaledonii.

## Systematyka
Do Blapsilon należy 5 gatunków:
- Blapsilon austrocaledonicum
- Blapsilon irroratum
- Blapsilon montrouzieri
- Blapsilon purpureum
- Blapsilon viridicolle